# Invasão do Redeswire
Invasão do Redeswire (em inglês: Raid of the Redeswire, também conhecido como Redeswire Fray), foi uma escaramuça fronteiriça entre a Inglaterra e a Escócia em 7 de julho de 1575, que ocorreu em Carter Bar, o passo Cheviot que entra em Redesdale. A escaramuça foi entre (do lado inglês) o Guardião Inglês das Marchas Médias, Sir John Forster, com Sir George Heron, Guardião de Redesdale, Guardião de Liddesdale e Guardião Escocês e (do lado escocês) Sir John Carmichael, o Lorde Guardião das Marcas, com George Douglas de Bonjedworth. Foi a última batalha entre o Reino da Inglaterra e o Reino da Escócia.

## Consequências
Os prisioneiros foram levados para James Douglas, 4º Conde de Morton, que era o regente do rei Jaime VI. Isso logo se tornou embaraçoso para os escoceses, já que os prisioneiros, que estavam sendo mantidos no Dalkeith Castle, provavelmente haviam sido levados por seu valor de resgate, embora o regente Morton tenha afirmado que era para evitar que eles fossem mortos em retaliação.  Morton escreveu uma carta à rainha Elizabeth descrevendo os eventos, e estava prestes a enviar seu enviado Nicolas Elphinstone para Londres, mas ela ficou indignada e enviou Nicolas Errington e Henry Killigrew para exigir satisfação imediata.
O regente Morton foi orientado a se reunir com Henry Hastings, 3º Conde de Huntingdon, que era presidente do Conselho do Norte, para resolver os detalhes, e os dois homens foram capazes de chegar a uma solução amigável, já que Morton estava inclinado a não irritar Elizabeth, e ela queria evitar uma guerra.  Forster, Cuthbert Collingwood e os outros prisioneiros foram tratados com gentileza e foram libertados com presentes e um pedido de desculpas por terem sido detidos.  Carmichael foi entregue a York como prisioneiro para julgamento, mas foi absolvido quando o tribunal inglês considerou que Forster havia se envolvido em um ataque não provocado. 